# Dryobota didymoides
Dryobota didymoides är en fjärilsart som beskrevs av Philogène Auguste Joseph Duponchel 1827. Dryobota didymoides ingår i släktet Dryobota och familjen nattflyn. Inga underarter finns listade i Catalogue of Life.